# Уган (Хунань)
Уга́н (кит. упр. 武冈, пиньинь Wǔgāng) — городской уезд городского округа Шаоян провинции Хунань (КНР).

## История
Ещё во времена империи Хань на этих землях существовал уезд Лянсянь (梁县). В эпоху Троецарствия, когда эти земли оказались в составе царства У, уезд Лянсянь был переименован в Уган (武冈县) по находящейся на его территории горе Уганшань. После объединения китайских земель в империю Цзинь уезду было возвращено название Лянсянь. После образования империи Суй уезд был в 590 году присоединён к уезду Шаоян.
Уже в 605 году эти земли были вновь выделены из уезда Шаоян, и на них был создан уезд Ую (武攸县). Во времена империи Тан он был опять переименован в Уган. После монгольского завоевания и образования империи Юань уезд Уган был в 1277 году преобразован в Уганский регион (武冈路). После свержения власти монголов и основания империи Мин «регионы» были переименованы в «управы» — так в 1368 году появилась Уганская управа (武冈府), которая в 1376 году была понижена в статусе и стала Уганской областью (武冈州). После Синьхайской революции в Китае была проведена реформа структуры административного деления, в ходе которой области были упразднены, и поэтому в 1913 году Уганская область вновь стала уездом Уган.
После образования КНР в 1949 году был создан Специальный район Шаоян (邵阳专区), и уезд вошёл в его состав. 16 февраля 1952 года из уезда Уган был выделен уезд Дункоу.
В 1970 году Специальный район Шаоян был переименован в Округ Шаоян (邵阳地区).
Постановлением Госсовета КНР от 8 февраля 1983 года был расформирован округ Шаоян и образован городской округ Шаоян, однако уже 13 июля это решение было отменено. Постановлением Госсовета КНР от 27 января 1986 года округ Шаоян вновь был преобразован в городской округ.
Постановлением Госсовета КНР от 18 февраля 1994 года уезд Уган был преобразован в городской уезд.

## Административное деление
Городской уезд делится на 4 уличных комитета, 11 посёлков и 3 волости.